# Los Naranjos, Ziracuaretiro
Los Naranjos är en ort i Mexiko.   Den ligger i kommunen Ziracuaretiro och delstaten Michoacán de Ocampo, i den södra delen av landet, 280 km väster om huvudstaden Mexico City. Los Naranjos ligger 1 727 meter över havet och antalet invånare är 104.
Terrängen runt Los Naranjos är huvudsakligen kuperad, men norrut är den bergig. Runt Los Naranjos är det ganska tätbefolkat, med 78 invånare per kvadratkilometer. Närmaste större samhälle är Santa Clara del Cobre, 18,4 km öster om Los Naranjos. I omgivningarna runt Los Naranjos växer huvudsakligen savannskog.